# 채플 론
채플 론(Chappell Roan; /ˌtʃæpəl ˈroʊn/)으로 알려진 케일리 로즈 암스투츠(Kayleigh Rose Amstutz, 1998년 2월 19일 ~)는 미국의 가수이자 작곡가이다. 댄 니그로와의 협업을 통해 음악 대부분은 1980년대 신스팝과 2000년대 초반의 팝 히트곡에서 영감을 받았다. 그의 미학은 드래그 퀸에 크게 영향을 받았으며, 음악과 공연 스타일은 '캠피'한 것으로 묘사되어 왔다.
17세 때, 자작곡 〈Die Young〉을 유튜브에 업로드했고, 그 직후 애틀랜틱 레코드와 계약을 맺었다. 2017년에는 데뷔 EP인 《School Nights》를 발표했다. 2020년 싱글 〈Pink Pony Club〉은 초기 작품과는 다른 스타일로, 론의 초기 유명세에 기여했다. 같은 해에 애틀랜틱과의 계약이 해지되었다.
짧은 휴식 후 2022년에 여러 곡들을 독립적으로 발표했다. 2023년 아일랜드 레코드를 통해 발매된데뷔 앨범 《The Rise and Fall of a Midwest Princess》는  여러 연말 2023년 최고의 앨범 목록에 포함되었다. 즉각적인 상업적 성공을 거두지는 못했지만, 《Midwest Princess》는 발매 후 몇 달 동안 컬트적 추종자를 확보했고 2024년 초에는 '슬리퍼 히트'로 간주되었다. 이 앨범의 상업적 돌파구는 주로 론이 올리비아 로드리고의 Guts 월드 투어에서 서포트 공연으로 참여한 것, 코첼라와 거버너스 볼 같은 음악 페스티벌에서의 공연, 그리고 후속 싱글 〈Good Luck, Babe!〉의 성공에 영향을 받았다. 2024년 6월까지, 《Midwest Princess》는 차트에서 순위가 상승하여 미국 빌보드 200과 호주, 캐나다, 아일랜드, 뉴질랜드, 영국에서 10위권 내에 진입했다. 이어서 앨범의 여러 싱글들이 발매 이후 처음으로 다양한 차트에 진입했다.

## 어린 시절
케일리 로즈 암스투츠는 1998년 2월 19일 미주리주 스프링필드 근처의 작은 마을인 윌러드에서 태어났다. 네 자녀 중 맏이로, 트레일러 파크에서 살았다. 어머니인 카라(본명 채플) 암스투츠는 수의사이며, 아버지인 드와이트 암스투츠는 스프링필드에서 가족 진료소를 운영하는 신경계 및 화상 중환자실의 정식 간호사이다. 그는 자신의 고향과 성장 환경을 보수적이고 기독교적이었다고 묘사했다. 어린 시절, 일주일에 세 번 교회에 다녔고 여름 방학 때는 기독교 캠프에서 시간을 보내기도 했다. 2023년 인터뷰에서 자신의 성장 환경과 씨름했고 자주 몰래 빠져나갔다고 말했다. "저는 그저 좋은 사람이 되고 싶었지만, 동시에 제 안에는 필사적으로 탈출하고 싶어 하는 부분이 있었어요."
론은 10살 또는 11살 때 피아노를 치기 시작했고, 12살 때부터 레슨을 받기 시작했다. 13살 때 처음으로 공개적으로 공연했는데, 학교 장기자랑에서 〈The Christmas Song〉을 불러 우승을 차지했다. 14살 무렵에는 《아메리카 갓 탤런트》에 오디션을 보았지만 떨어졌다. 14살이나 15살 때 유튜브에 커버곡을 올리기 시작했고, 이를 계기로 여러 레코드 레이블의 관심을 끌었다. 십대에 접어들면서 작곡을 시작했다. 고등학교는 1년 일찍 졸업했다. 후에 그는 음악 경력의 '혼란스러운' 시작 때문에 프롬과 고등학교 졸업식을 포함한 많은 어린 시절의 경험들을 놓쳤다고 설명했다.

## 경력

### 2015년~2021년: 커리어 시작
2014년 11월, 유튜브에 케일리 로즈라는 이름으로 자작곡 〈Die Young〉을 업로드했다. 이 곡은 인터로켄 예술 센터의 여름 캠프에서 작곡했으며, 그는 이 경험이 "자신의 인생 궤적을 영원히 바꿔놓았다"고 말했다. 이후 뉴욕으로 가서 여러 음악 쇼케이스에 참여했고, 2015년 5월 8일 애틀랜틱 레코드와 계약을 맺게 되었다. 그 후 채플 론이라는 예명을 채택했는데, 이는 2016년 뇌암으로 사망한 할아버지 데니스 K. 채플을 기리기 위한 것이었다. 할아버지가 가장 좋아하던 노래는 컬리 플레처의 〈The Strawberry Roan〉이었다. 또한 론은 자신의 본명을 싫어한다고 밝혔다.
2017년 8월 3일, 론은 첫 싱글 〈Good Hurt〉를 발표했다. 이 곡은 《인터뷰》에서 "놀라운 성숙함과 예상 외로 깊은 목소리"를 칭찬하는 호평을 받았다. 2017년 9월 22일, 애틀랜틱 레코드를 통해 《School Nights》라는 제목의 EP를 발표했다. 또한 2017년에는 밴스 조이의 Lay It On Me 투어에서 서포트 공연으로 활동했다. 이 시기에 론은 미주리주 스프링필드에서 부모님과 함께 살면서 필요할 때마다 로스앤젤레스나 뉴욕으로 함께 비행기를 타고 다녔다. 2018년에는 론이 로스앤젤레스로 이사했다. 이후 이때가 처음으로 퀴어 여성으로서 공개적으로 살 수 있다고 느꼈다고 말했으며, "완전한 사랑과 수용으로 압도되어" "진정한 자신으로서 노래를 쓰기 시작할 수 있었다"고 전했다. 2018년 1월부터 3월까지 그는 데클란 맥케나와 함께 미국 투어를 했다.
론은 2020년 초부터 작곡가이자 프로듀서인 댄 니그로와 작업을 시작했다. 2020년 4월, 론은 〈Pink Pony Club〉을 발표했는데, 이를 《School Nights》와는 "완전히 다른 방향"이라고 묘사했다. 이 싱글은 니그로가 프로듀싱했고, 뮤직비디오는 그리핀 스토다드가 연출했다. 론은 웨스트할리우드의 게이 바인 디 애비 방문이 이 곡의 영감이 되었다고 밝혔다. 그는 이 곡이 로스앤젤레스에서 고고 댄서가 되고 싶은 자신의 욕망을 표현한 것이라고 말하며, "솔직히 말해서, 저는 그렇게 할 만큼 자신감이 없어서 대신 노래를 썼어요."라고 말했다.
론은 2020년 5월에 〈Love Me Anyway〉와 〈California〉 두 곡의 싱글을 더 발표했다. 하지만 애틀랜틱에게 충분한 수익을 가져다주지 못했고, 2020년 8월 애틀랜틱은 론과의 계약을 해지했다. 같은 주에 4년을 사귄 남자친구와도 헤어졌고, 이후 2년 동안 생계를 위해 프로덕션 보조와 바리스타, 보모로 일했다. 이런 상황에도 불구하고, 《USA 투데이》는 〈Pink Pony Club〉을 "2020년 최고의 노래 10곡" 목록에서 3위로 선정했다. 함께 실린 설명에서는 이 곡을 "퀴어 문화, 수용, 꿈의 추구를 진심으로 축하하는" 댄스팝이라고 특징지었다. 발매 1년 후, 《벌처》는 〈Pink Pony Club〉을 "2021년 여름의 노래"라고 묘사하며 "신스 사운드의 감염력 있는 히트곡"이라고 평했다. 2022년 8월까지 이 곡은 스포티파이에서 1천만 회 이상 스트리밍되었다.
2021년 초, 올리비아 로드리고의 〈Drivers License〉가 성공하면서 니그로의 관심이 론에서 벗어나 로드리고와 함께 하는 《Sour》 작업에 집중하게 되었고, 론은 니그로만큼 마음에 드는 협업자를 찾지 못했다. 그는 잠시 미주리로 돌아가 드라이브스루에서 일하면서 독립적으로 음악 작업을 했다.

### 2022~23년: 《The Rise and Fall of a Midwest Princess》

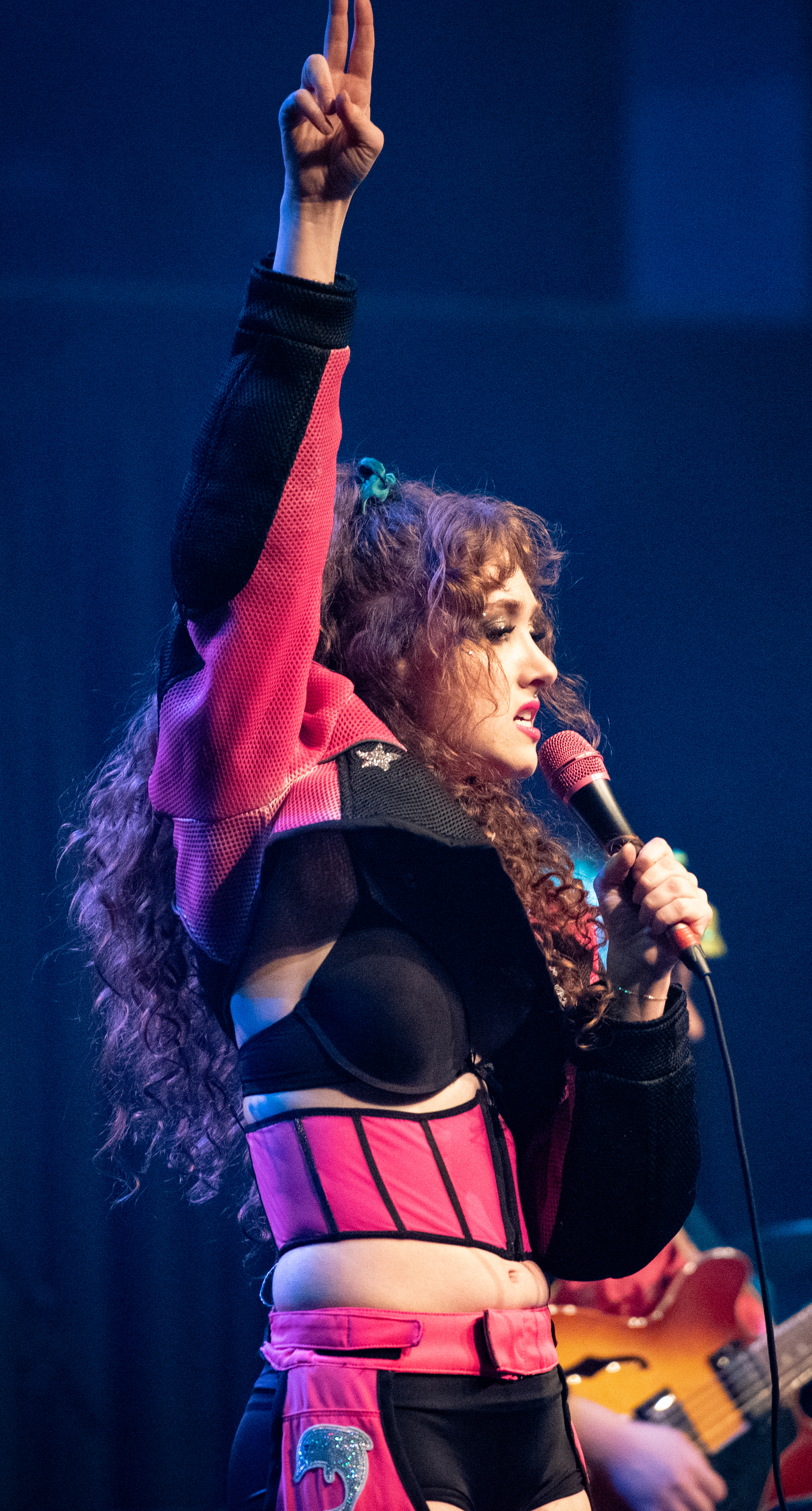
2022년 보그 극장 에서 공연하는 론

론은 2020년 10월에 로스앤젤레스로 다시 이사해 독립적으로 음악 작업을 계속하면서 제작 보조와 도넛 가게 등 여러 가지 일을 했다. 그 후 소니와 음반 계약을 맺었고, 2022년 3월까지 다시 댄 니그로와 함께 작업하여 〈Naked in Manhattan〉을 만들어 발표했다. 이 곡은 2년 만의 발표작이자 인디 아티스트로서의 첫 작품이며, 동성 간 애정을 표현한 첫 곡이었다. 《NPR》은 이 곡을 "퀴어 걸 팝"이라고 묘사하며 가사가 "부드럽고 향수를 불러일으키며" "흥미롭지만 불확실한" 것이라고 평했다. 론은 또한 올리비아 로드리고의 Sour 투어와 플레처의 Girl of My Dreams 투어에서 오프닝 공연자로 선정되었다.
2022년 8월, 두 번째 독립 싱글 〈Femininomenon〉을 발표했다. 《이어밀크》는 이 곡을 "재미있고 시끄럽지만 매우 정교하다"고 묘사하며 론의 이전 노래들과는 다르다고 언급했다. 댄 니그로가 프로듀싱한 이 곡에 대해 론은 "가능한 한 터무니없게 해보려고 했다"고 말했다. 자신이 연출한 뮤직비디오에서 론은 더트 바이크를 타고 있다. 론은 2022년 10월에 또 다른 싱글 〈Casual〉을 발표했는데, 이는 2020년에 댄 니그로와 작업을 시작한 곡이었다. 관계에 헌신하기를 거부하는 연인을 비판하는 이 노래는 코로나19 범유행 동안 론이 겪은 상대방이 다른 사람을 만났다고 말하며 끝난 짧은 관계에서 영감을 받았다. 니그로가 프로듀싱한 이 곡은 매지 스타와 라디오헤드에서 영감을 받은 우울한 사운드를 가지고 있다.
2023년 2월, 론은 자신의 첫 헤드라이닝 투어인 Naked in North America 투어를 시작했다. 투어의 각 공연은 테마가 있었으며, 론은 팬들에게 의상을 제안하면서 자신의 캠프 의상을 직접 만들었다. 오빌 펙에게서 영감을 받아 론은 투어의 오프닝 무대로 드래그 퀸들을 섭외했다. 이 투어의 공연들은 《더 하버드 크림슨》과 《버라이어티》에서 긍정적인 평가를 받았으며, 젬 아스와드는 이를 2013년의 로드와 2019년의 빌리 아일리시처럼 "새로운 아티스트의 경력이 폭발적으로 성장하려는 순간"이라고 묘사했다. 2023년 3월, 론은 〈Casual〉을 발표했고, 이어서 〈Kaleidoscope〉, 〈Red Wine Supernova〉, 〈Hot to Go!〉 등의 싱글을 발표했다.
2023년 9월 22일, 론은 데뷔 정규 앨범 《The Rise and Fall of a Midwest Princess》를 발표하고, 두 번째 헤드라이닝 투어인 Midwest Princess 투어를 시작했다. 2024년 봄까지 이어진 이 투어는 북미를 횡단하고 런던, 파리, 베를린, 멜버른, 브리즈번, 시드니, 암스테르담에서 공연을 가졌다. 론은 판매된 티켓 당 1 달러를 비영리 단체 For the Gworls에 기부했으며, 각 공연의 오프닝을 드래그 퍼포머들과 함께 했다. 《The Rise and Fall of a Midwest Princess》는 여러 2023년 최고의 앨범 연말 리스트에 포함되었으며, 특히 《디 A.V. 클럽》, 《타임》, 《Nylon》, 《도크》, 《롤링 스톤》, 《빌보드》, 《보그》의 리스트에서 주목할 만한 순위를 차지했다. 또한 《피치포크》의 2023년 최고의 팝 앨범 22선에 선정되었으며, 팝 버즈의 2023년 최고의 앨범 1위로 선정되었다.

### 2024년~현재: 경력의 돌파구
론은 2024년 2월부터 4월까지 미국과 캐나다에서 열린 올리비아 로드리고의 Guts 월드 투어의 오프닝 무대를 맡았다. 투어 첫 주에 론의 스트리밍 수는 32% 증가했다. 또한 2월에 《레이트 쇼 위드 스티븐 콜베어》에 음악 게스트로 출연했다. 3월에는 NPR 뮤직이 론의 《Tiny Desk Concert》 공연을 공개했다.
2024년 4월, 론은 〈Good Luck, Babe!〉라는 싱글을 발표하며 이를 "다음 장의 첫 번째 노래"라고 설명했다. 이 노래는 강제적 이성애에 관해 이야기하며, 한 여성이 론과 여성들 전반에 대한 자신의 로맨틱한 감정을 부인하려 애쓰는 내용을 담고 있다. 《빌보드》로부터 "충분히 받을 만한 돌파구"라고 칭찬받은 이 노래는 첫 주에 700만 회의 스트리밍을 기록했고, 스포티파이 톱 10에 올랐으며, 빌보드 핫 100 차트에 77위로 데뷔했다. 이 노래는 해당 플랫폼에서 론의 곡 중 가장 빠르게 1억 스트리밍을 달성하였다. 6월경에는 빌보드 핫 100 차트에서 그의 첫 20위권 히트곡이 되었고, 8월에는 6위까지 올라 그의 첫 10위권 진입곡이 되었다. 데뷔 앨범에 포함되지는 않았지만, 이 싱글의 성공은 앨범을 세계적으로 인정받게 하는 촉매제 역할을 하였다. 2024년 6월, 《The Rise and Fall of a Midwest Princess》는 4만 장 이상의 앨범 판매량 등가 단위를 기록하며 처음으로 빌보드 200 차트 10위권에 진입하였다. 8월에는 앨범이 2위까지 도달하였다.
4월, 론은 코첼라에서 공연했다. 이 시기에 론은 스포티파이에서 성장세를 보였는데, 여러 곡이 미국 일간 톱 송 차트에 올랐고, 월간 리스너 수가 2월부터 4월까지 500% 이상 증가했다. 《빌보드》의 보도에 따르면, 론의 주간 스트리밍 수는 2024년 6월에 연초보다 20배 이상 증가했다. 같은 달, 론은 그해 프라이드 축하 행사를 위한 백악관의 공연 초청을 거절했다고 밝혔다. 거버너스 볼 뮤직 페스티벌에서 론은 "우리는 모두를 위한 자유와 정의, 자유를 원합니다. 그렇게 될 때 제가 가겠습니다"라고 말했으며, 이스라엘-팔레스타인 분쟁과 트랜스젠더 권리를 언급했다. 같은 달, 론은 2024년 6월 거버너스 볼 뮤직 페스티벌에서 〈Subway〉라는 제목의 미발표 곡을 처음 선보이며 새 앨범을 향한 작업을 계속했다. 보스턴 콜링 뮤직 페스티벌에서 40,000명 이상의 관중을 모으고 거버너스 볼 뮤직 페스티벌에서 가장 큰 군중 중 하나를 모은 후, 보나루 뮤직 페스티벌은 수요에 대응하기 위해 론의 공연을 작은 텐트에서 더 큰 무대로 옮긴다고 발표했다. 2024년 6월 노스캐롤라이나 주 롤리에서의 콘서트에서 론은 급격히 증가한 인기에 대처하는 것에 대해 관중들에게 이야기했다. "제 경력이 너무 빨리 흘러가고 있어서 따라잡기가 정말 어려워요. 솔직히 말해서, 오늘 힘든 날이에요. [...] 이건 제가 항상 원했던 거예요 — 그저 때때로 버거울 뿐이에요." 8월 롤라팔루자에서의 공연 이후, 그는 페스티벌 역사상 가장 큰 낮 공연 관객과 가장 많은 군중을 끌어모았다.
급격한 상업적 돌파구 이후, 론은 새로 얻은 명성의 압박감에 대해 자주 언급하였으며, 일부 팬들의 "소름 끼치는", "침해적인" 행동을 비난하였다. 여러 소셜 미디어 게시물에서 론은 팬들의 공개적인 괴롭힘과 스토킹으로 인해 안전하지 않다고 느낀다고 표현했으며, 그의 가족 구성원들에게 연락을 시도하는 행위도 있었다.

## 예술성

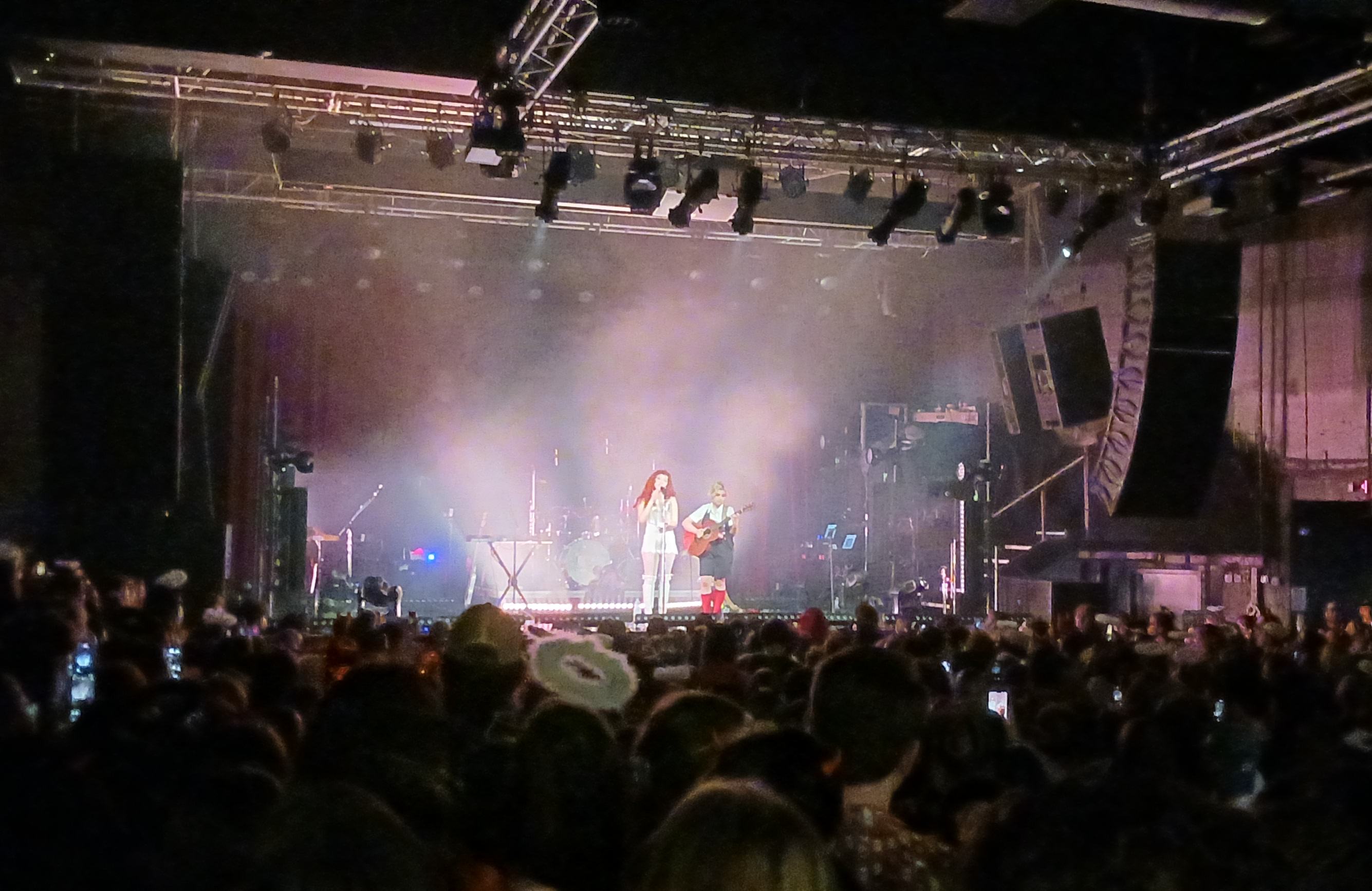
2023년 10월 퍼스트 애비뉴의 채플 론

채플 론은 대부분의 노래를 혼자 작곡하지만 일부는 다른 작곡가들과 공동 작업을 하기도 한다. 데뷔 싱글 〈Good Hurt〉 발매 후, 《인터뷰》에서는 그의 음악 스타일을  "팝 사운드 [...] 강렬하고 우울한 가사를 강조하는 어둡고 불안한 톤이 주입된"이라고 묘사하였다. 2018년, 그는 자신의 음악 스타일을 유기적인 소리와 전자음이 섞인 팝 톤이라고 설명했으며, "발라드 기조의 다크 팝"이라고도 표현했다. 《앳우드 매거진》에 따르면, 그가 십대 때 쓴 노래들에서 "동년배들에게서 좀처럼 볼 수 없는 솔직함과 생생함으로 십대 시절의 어려움과 혼란을 생생하게 표현했다.". 론은 자신의 음악을 "실제 일어난 일의 동화 버전"이라고 설명하며, 그의 페르소나는 실제 자신의 과장된 버전이라고 한다. 론은 소프라노 음역대를 가진 것으로 묘사되어 왔다.

### 영감
론은 주요한 영감을 준 인물로 케이트 부시를 꼽았다. 또한 아티스트 애비 왓킨스, 영화 《매혹당한 사람들》, 음악가 alt-J, 스티비 닉스, 엘리 골딩, 로드, 라나 델 레이 등을 영감의 원천으로 언급했다. 2017년 그의 데뷔 EP에 대한 《팝크러시》의 리뷰는 그의 사운드를 후자의 두 아티스트와 비교했다.  2023년 《팝 크레이브》와의 단독 인터뷰에서 론은 고등학교 시절 내내 로드, 델 레이, 굴딩의 음악을 들었다고 밝혔다. 또한 그는 리한나의 〈Stay〉가 음악 작곡을 시작하게 한 영감이었다고 말했다. 2023년 《버라이어티》 기사는 론을 "글래머러스하고 팝적이며 자신의 여성성을 받아들이고 Z세대의 공통된 경험을 공유하며, 또한 매우 퀴어 긍정적"이라고 묘사했다. 론은 또한 레이디 가가와 니키 미나즈를 자신의 음악으로 사람들에게 자신감을 주는 태도에 대한 영감으로 언급했다. 청소년기에 케이티 페리, 케샤, 브리트니 스피어스, 핑크 같은 아티스트들을 발견한 것도 음악 작곡을 시작하고 무대 위 페르소나를 구축하는 데 영향을 주었다. 론은 어린 시절 크리스천 록을 들으며 자랐지만 그것에 공감하지 못했고, 대신 팝 음악에 대한 호기심이 있었다고 말했다.
론의 메이크업과 헤어스타일은 주로 바이올렛 차치키 같은 퀸들을 포함한 드래그 메이크업에서 영감을 받았다. 론의 메이크업은 또한 보이 조지, 80년대 펑크, 비비안 웨스트우드에서도 영감을 받았다. 론은 코첼라 페스티벌에서 선보였던 자신의 메이크업 의상을 "패리스 힐튼과 제임스 세인트 제임스 또는 월트 캐시디가 하나가 되어 드래그 쇼를 한 것"이라고 묘사했다. 론은 또한 클럽 키즈 신에서 많은 영감을 받았다. 《지미 펄론의 투나잇 쇼》에 출연했을 때, 론은 자신의 무대 의상이 공포 영화, 벌레스크, 연극을 참조한다고 말했다. 또한 무대 의상에 대한 자신의 관점을 이렇게 설명했다. "저는 예쁘고 무서운 모습을 좋아해요. 또는 예쁘고 촌스러운 모습. 아니면 그냥 예쁘지 않은 모습도요. 그것도 좋아해요. 그냥 심각하지 않은 거예요. 팬들이 의상에 대해 깊은 의미를 찾는 걸 좋아하지만 저는 그냥 '잘 모르겠어요, 그냥 섹시해 보인다고 생각했어요'라고 말해요. 그 이상의 의미가 있는지는 모르겠어요." 론은 자신을 자신만의 페르소나를 가진 드래그 퀸으로 여기며 이렇게 말했다. "여성들이 드래그를 할 수 없다는 것을 완전히 이해하지 못했어요. 네, 저는 드래그를 해요! [...] 그들이 여성들이 특정한 일을 하는 것을 좋아하지 않는 것 같아요. 또 다른 남자가 여성에게 무엇을 하라고 말하는 거죠. 저에게 뭘 하라고 해보세요! 저는 드래그 퀸이에요 - 당신이 여성들이 그렇게 하는 걸 좋아하든 말든 상관없이요."

## 문화적 영향
론의 성공으로 그는 "퀴어 팝 아이콘", "떠오르는 슈퍼스타", "선구적인 퍼포머"라고 불리게 되었다. 론은 음악 차트와 문화적 시대정신 안에서 "레즈비언 팝의 르네상스"를 이끌고 있다는 평가를 받고 있다. 론의 음악은 강제적 이성애라는 개념을 주류 팝 음악의 전면에 내세웠다. 음악과 라이브 공연에서 "사과하지 않는 진정성"과 "퀴어성과 여성성의 표현"으로 찬사를 받았으며, 젊은 여성들이 자신의 섹슈얼리티를 받아들이도록 영감을 주었다. 또한 팝 음악계에서 "남성적 시선을 거부하는" 이미지로 칭찬받았다. 론은 퀴어 퍼포머들을 위한 현상 유지에 대한 "펑크적인" 태도로 찬사를 받았으며 "실연의 팝의 규칙을 다시 쓰고 있다"는 평가를 받았다. 《롤링 스톤》은 론의 공연을 보는 것을 "미켈란젤로가 실시간으로 다비드 상을 만드는 것을 보는 것 같다"고 묘사했다.
론은 음악 업계 내에서도 찬사를 받았다. 엘튼 존은 론을 자신의 《Rocket Hour》 팟캐스트에 초대하여 그의 성공에 대해 "진정한 재능이 인정받는 것을 보는 것은 놀랍다"고 말했다. 론은 올리비아 로드리고의 2023년 스포티파이 래핑에서 최고의 아티스트였으며, 로드리고의 앨범 《Guts》와 《The Ballad of Songbirds and Snakes》 사운드트랙을 포함한 3개의 트랙에서 백그라운드 보컬로 참여했다. 레이디 가가는 론이 투어 중 자신의 노래 〈Bad Romance〉를 커버하는 틱톡 영상 밑에 "채플을 사랑해요"라고 댓글을 달았다. 아리아나 그란데는 인스타그램 게시물에서 론의 거버너스 볼 뮤직 페스티벌 자유의 여신상 의상을 바이럴한 《Wicked》 밈으로 공유하며 "나는 채플 론을 정말 좋아해요"라고 말했다. 2024년 6월, 사브리나 카펜터는 론의 작품에 대한 존경을 표현하며 라디오 1의 라이브 라운지에서 〈Good Luck, Babe!〉를 커버했다.
2024년, 론은 하버드 의학전문대학원에서 특별 강연을 했다. 구글에서 론의 이름을 검색하면 사용자들에게 "당신이 말하는 게 이거 맞나요: 당신이 좋아하는 아티스트가 가장 좋아하는 아티스트"라는 문구가 뜨는데, 이는 코첼라 뮤직 페스티벌 무대에서 론이 자신을 소개하는 바이럴한 클립을 참조한 것이다. 이는 론이 가장 좋아하는 드래그 퍼포머인 사샤 콜비에게서 영감을 받은 것이다. 론은 이 검색어가 "구글에서 일하는 무작위의 트윙크"에 의해 만들어졌다고 농담하며, 콜비가 언젠가 자신을 보고 알아봐주기를 바라며 콜비의 문구를 수정했다고 말했다.
2024년 8월, 카멀라 해리스 2024 대선 캠페인은 "해리스 월즈"(Harris Walz)라는 문구가 새겨진 야구 모자를 출시하였다. 이는 크리에이티브 디렉터 라미샤 사타르가 디자인한 론의 "미드웨스트 프린세스"(Midwest Princess) 상품 야구 모자와 유사한 스타일을 보였다. 이에 대한 반응으로, 론은 "이게 진짜인가요"(is this real)라는 내용의 트윗을 게시하였다.

## 사생활
론은 현재 캘리포니아 주 로스앤젤레스에 거주하고 있다. 기독교 가정에서 자랐지만, 더 이상 교회와 동일시하지 않으며 현재 종교와의 관계는 "진화하고 있다"고 말했다. 론은 과거에 남성과 데이트한 적이 있지만, 더 이상 남성과 데이트하지 않는다고 밝혔으며 스스로를 레즈비언으로 정체화한다.
론은 22세 때 2형 양극성 장애 진단을 받았으며, 이 장애는 어려운 유년 시절에 영향을 미쳤다. 그는 치료와 약물이 도움이 되었다고 설명했다. 치료사와 내면의 아이에 대해 논의한 후 "촌스러운 팝스타" 모습을 보게 되었다고 말했다.
처음에는 예명으로 시작했지만, 론은 채플 론을 자신의 드래그 페르소나라고 불렀으며 자신을 한나 몬타나에 비유했다. 그는 채플 론을 실제 자신보다 더 개방적이고 자신감 있으며, 특히 섹스에 관해 더 자신감 있다고 설명한다.
론은 등허리 아래에 "princess"라고 적힌 문신이 있으며, 이는 그의 데뷔 스튜디오 앨범 이름에 영감을 주었다.

## 디스코그래피

### 스튜디오 앨범
| 제목                                    | 앨범 상세                                              | 차트 최고 순위 | 차트 최고 순위 | 차트 최고 순위 | 차트 최고 순위 | 차트 최고 순위 | 차트 최고 순위 | 인증        |
| 제목                                    | 앨범 상세                                              | 미국           | 호주           | 캐나다         | 아일랜드       | 뉴질랜드       | 영국           | 인증        |
| --------------------------------------- | ------------------------------------------------------ | -------------- | -------------- | -------------- | -------------- | -------------- | -------------- | ----------- |
| The Rise and Fall of a Midwest Princess | - 발매: 2023년 9월 22일 - 레이블: 아일랜드, 어뮤즈먼트 | 2              | 4              | 7              | 3              | 3              | 1              | - BPI: 실버 |

### EP
| School Nights | - 발매: 2017년 9월 22일 - 레이블: 애틀랜틱 - 포맷: 디지털 다운로드, 스트리밍 미디어 |

### 싱글
| 제목                                                                      | 연도 | 차트 최고 순위 | 차트 최고 순위 | 차트 최고 순위 | 차트 최고 순위 | 차트 최고 순위 | 차트 최고 순위 | 차트 최고 순위 | 차트 최고 순위 | 차트 최고 순위 | 인증                                             | 앨범                                    |
| 제목                                                                      | 연도 | 미국           | 호주           | 캐나다         | 아일랜드       | 네덜란드       | 뉴질랜드       | 스위스         | 영국           | 전세계         | 인증                                             | 앨범                                    |
| ------------------------------------------------------------------------- | ---- | -------------- | -------------- | -------------- | -------------- | -------------- | -------------- | -------------- | -------------- | -------------- | ------------------------------------------------ | --------------------------------------- |
| "Good Hurt"                                                               | 2017 | —              | —              | —              | —              | —              | —              | —              | —              | —              |                                                  | School Nights                           |
| "Bitter"                                                                  | 2018 | —              | —              | —              | —              | —              | —              | —              | —              | —              |                                                  | 앨범 싱글 아님                          |
| "School Nights"                                                           | 2018 | —              | —              | —              | —              | —              | —              | —              | —              | —              |                                                  | 앨범 싱글 아님                          |
| "Pink Pony Club"                                                          | 2020 | 26             | —              | 61             | —              | —              | —              | —              | —              | 150            |                                                  | The Rise and Fall of a Midwest Princess |
| "Love Me Anyway"                                                          | 2020 | —              | —              | —              | —              | —              | —              | —              | —              | —              |                                                  | 앨범 싱글 아님                          |
| "California"                                                              | 2020 | —              | —              | —              | —              | —              | —              | —              | —              | —              |                                                  | The Rise and Fall of a Midwest Princess |
| "Naked in Manhattan"                                                      | 2022 | —              | —              | —              | —              | —              | —              | —              | —              | —              |                                                  | The Rise and Fall of a Midwest Princess |
| "My Kink Is Karma"                                                        | 2022 | —              | —              | —              | —              | —              | —              | —              | —              | —              |                                                  | The Rise and Fall of a Midwest Princess |
| "Femininomenon"                                                           | 2022 | —              | 66             | —              | —              | —              | —              | —              | —              | —              |                                                  | The Rise and Fall of a Midwest Princess |
| "Casual"                                                                  | 2022 | 59             | —              | 80             | 96             | —              | —              | —              | —              | —              |                                                  | The Rise and Fall of a Midwest Princess |
| "Kaleidoscope"                                                            | 2023 | —              | —              | —              | —              | —              | —              | —              | —              | —              |                                                  | The Rise and Fall of a Midwest Princess |
| "Red Wine Supernova"                                                      | 2023 | 41             | 70             | 48             | 28             | —              | —              | —              | 31             | 88             |                                                  | The Rise and Fall of a Midwest Princess |
| "Hot to Go!"                                                              | 2023 | 16             | 41             | 40             | 19             | —              | 37             | —              | 10             | 51             |                                                  | The Rise and Fall of a Midwest Princess |
| "Good Luck, Babe!"                                                        | 2024 | 6              | 9              | 12             | 2              | 60             | 10             | 45             | 2              | 11             | - RIAA: 골드 - BPI: 실버 - MC: 골드 - RMNZ: 골드 | 발표 예정                               |
| "—"는 해당 지역에서 차트에 오르지 않았거나 발매되지 않은 음반을 나타낸다. |      |                |                |                |                |                |                |                |                |                |                                                  |                                         |

### 뮤직 비디오
| 제목                                       | 연도 | 감독                     | Ref(s) |
| ------------------------------------------ | ---- | ------------------------ | ------ |
| "Good Hurt"                                | 2017 | 그리핀 스토다드          |        |
| "Die Young"                                | 2018 | 케이티 레이푼            |        |
| "Sugar High"                               | 2018 | 이선 세네커              |        |
| "Pink Pony Club"                           | 2020 | 그리핀 스토다드          |        |
| "Naked in Manhattan"                       | 2022 | 라이언 클레멘스, 채플 론 |        |
| "My Kink Is Karma"                         | 2022 | 해들리 힐렐              |        |
| "Casual"                                   | 2022 | 해들리 힐렐              |        |
| "Kaleidoscope" (Official Live Performance) | 2023 | 해들리 힐렐              |        |
| "Red Wine Supernova"                       | 2023 | 라이언 클레멘스          |        |
| "Hot to Go!"                               | 2023 | 재키! 저우               |        |
| "Super Graphic Ultra Modern Girl"          | 2023 | 재키! 저우               |        |

### 주해
1. ↑  〈Pink Pony Club〉은 NZ 톱 40 싱글 차트에 진입하지 않았지만, NZ 핫 싱글 차트에서 27위를 기록했다.[149]
2. ↑  〈My Kink Is Karma〉는 《빌보드》 핫 100에 진입하지 않았지만, 버블링 언더 핫 100 차트에서 3위를 기록했다.[155]
3. ↑  〈Femininomenon〉은 《빌보드》 핫 100에 진입하지 않았지만, 버블링 언더 핫 100 차트에서 6위를 기록했다.[155]
4. ↑  〈Red Wine Supernova〉는 NZ 톱 40 싱글 차트에 진입하지 않았지만, NZ 핫 싱글 차트에서 32위를 기록했다.[149]

## 투어

### 헤드라이닝
- Naked in North America Tour(2023년)
- The Midwest Princess Tour(2023년~2024년)

### 서포트
- 밴스 조이 – Lay It On Me Tour(2017년)
- 데클런 매케나 – What Do You Think About The Car? Tour(2018년)
- 올리비아 로드리고 – Sour Tour(2022년)
- 벤 플랫 – The Reverie Tour(2022년)
- 플레처 – Girl of My Dreams Tour(2022년)
- 올리비아 로드리고 – Guts World Tour(2024년)